# Ustad Isa
Ustad Isa (استاد عيسى), traducido como Maestro Isa, fue un arquitecto persa o turco del siglo XVIII, a menudo identificado entre los principales arquitectos del mausoleo del Taj Mahal.
La falta de información completa y fiable en cuanto a noticias sobre el proyecto, ha causado innumerables especulaciones. La construcción del Taj Mahal se inició en 1632 y duró 22 años. Investigaciones recientes sugieren que el arquitecto persa Ustad Ahmad Lahauri fue probablemente el principal arquitecto de la obra, una afirmación basada en una reclamación presentada en los escritos por el hijo de Lutfullah Lahauri Muhasndis. En la construcción participaron los maestros albañiles de todo el mundo, incluido el Imperio Otomano, la India, Persia y de Italia. 
Según la leyenda, el entonces gobernante de Persia, Szahdżahan, después de terminar el edificio, mando arrancar los ojos o cegar al arquitecto para que nunca fuera capaz de crear algo tan hermoso. 
Sabemos que, aparte del Maestro Isa, también participaron en la construcción: un arquitecto turco, Isa Muhammad Effendi, discípulo de Sinan, Gerónimo Veroneo de Venecia y Amanat Shirazi de Persia.